# Grande sinagoga di Tbilisi
La Grande sinagoga (in georgiano დიდი სინაგოგა?) è una sinagoga della città di Tbilisi, in Georgia. È il più grande edificio di culto ebraico del paese.

## Storia
La sinagoga, nota anche come "Sinagoga georgiana", fu fondata da ebrei di Akhaltsikhe, stabilitisi a Tbilisi nel tardo XIX secolo. Proprio per questo motivo, essa è chiamata anche "Sinagoga della gente di Akhaltsikhe". L'edificio fu costruito in mattoni tra il 1895 ed il 1903, secondo i dettami dell'eclettismo.
Adiacente alla sinagoga si trova un'altra casa di preghiera fondata da ebrei di Tskhinvali.

## Galleria d'immagini

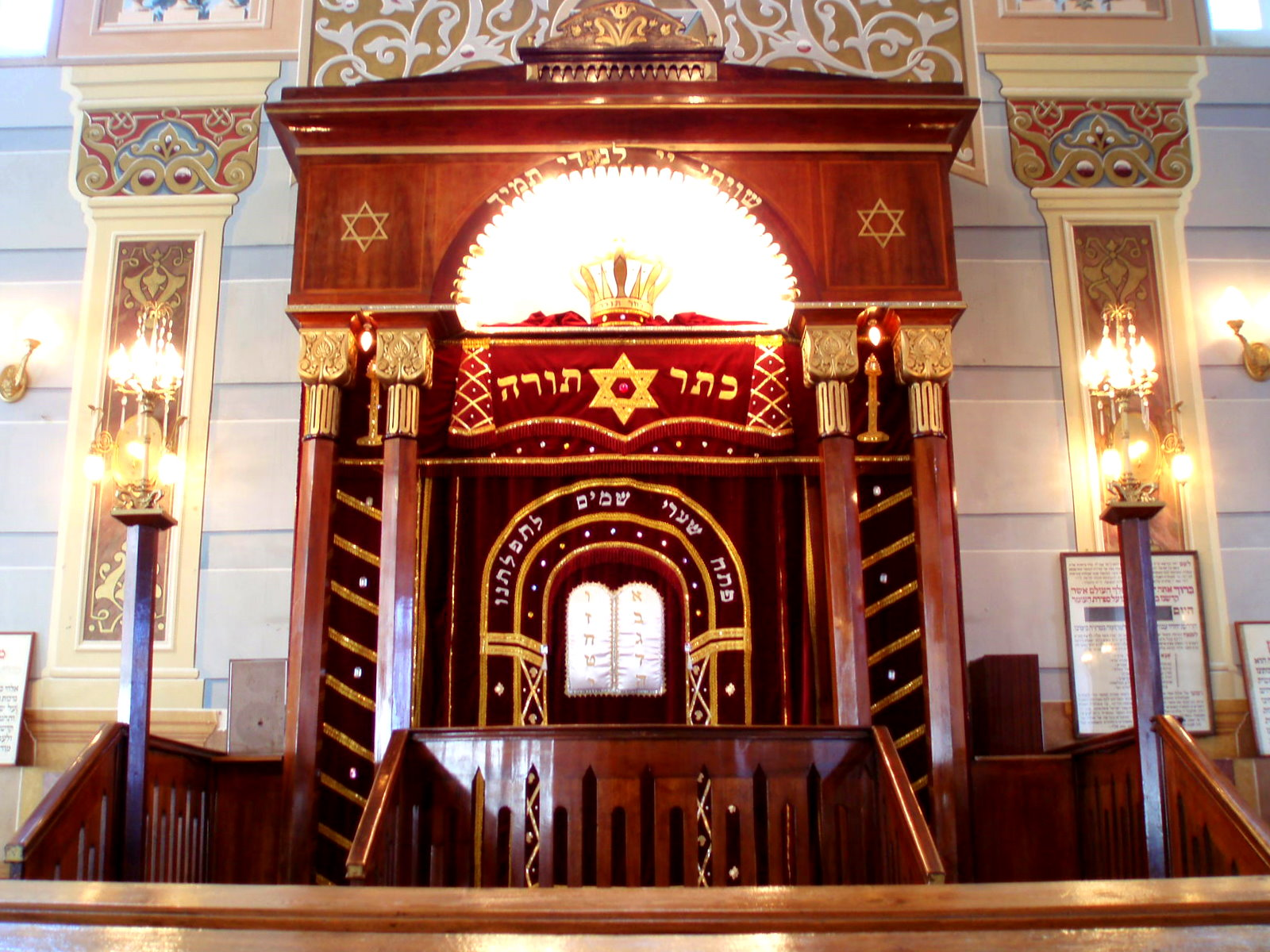
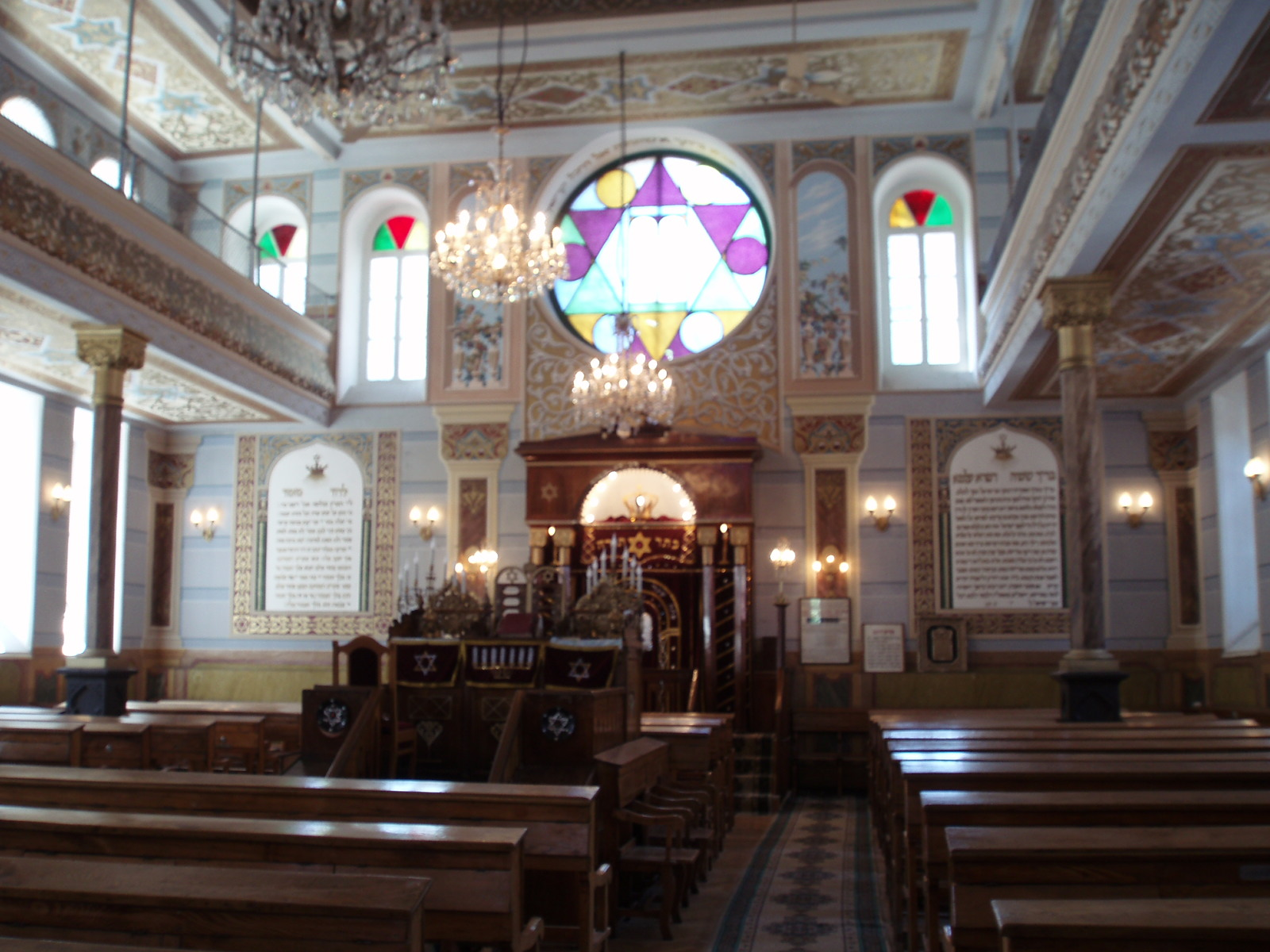
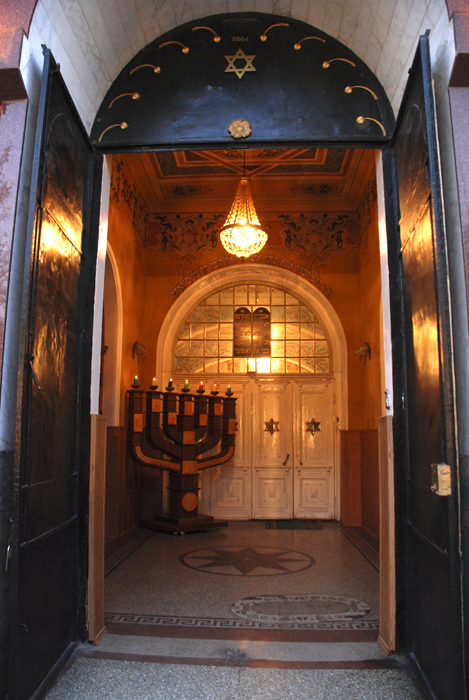